# Drosanthemum deciduum
Drosanthemum deciduum är en isörtsväxtart som beskrevs av H. E. K. Hartmann och C. Bruchmann. Drosanthemum deciduum ingår i släktet Drosanthemum och familjen isörtsväxter. Inga underarter finns listade i Catalogue of Life.